# Sam Irvin
Sam Irvin est un réalisateur et producteur américain, né le 14 juin 1956 à Asheville (Caroline du Nord).

## Filmographie

### Cinéma

#### Longs métrages
- 1991 : Guilty as Charged
- 1993 : Roses mortelles (Acting on Impulse)
- 1994 : Oblivion
- 1995 : Magic Island (vidéo)
- 1996 : Oblivion (Oblivion 2: Backlash)
- 1998 : Kiss of a Stranger
- 2001 : Elvira et le Château hanté ('Elvira's Haunted)
- 2001 : Garcea si oltenii
- 2005 : Aliens Gone Wild
- 2006 : Fat Rose and Squeaky
- 2018 : My Daughter Vanished
- 2019 : Purity Falls
- 2020 : Escort girl en classe affaires (Secrets in the Air)

#### Court métrage
- 1985 : Double Negative

### Télévision

#### Téléfilms
- 1995 : Out There
- 2001 : Am Sa Ma Intorc Barbat: I Will Return a Man
- 2004 : Un Noël trop cool (A Very Cool Christmas)
- 2006 : Menace sur la terre (Deadly Skies)
- 2013 : Le père Noël prend sa retraite (My Santa)
- 2014 : La Veuve noire (Fatal Acquittal)
- 2014 : Les Ondes de Noël (Naughty & Nice)
- 2014 : Absence et Conséquences (The Nurse)
- 2015 : Deux mères pour la mariée (Mothers of the Bride)
- 2015 : Je ne suis pas prête pour Noël (I'm Not Ready for Christmas)
- 2015 : Le Pays de Noël (Christmas Land)
- 2016 : Une maison pas si tranquille (The Wrong House)
- 2017 : Indécente proposition (Open Marriage)
- 2017 : Une voisine tentatrice (The Wrong Neighbor)
- 2017 : Mon prince de Noël (My Christmas Prince)
- 2018 : En danger dans sa famille (Hidden Family Secrets)
- 2018 : Couronne mortelle pour la reine de la promo (Dying for the Crown)
- 2018 : Un voisin qui vous veut du mal (The Neighborhood Watch)
- 2018 : Que meure la mariée ! Murder at the Mansion
- 2018 : Mon fils sous emprise (The Danger of Positive Thinking)
- 2018 : L'Ambassadrice de Noël (Christmas Made to Order)
- 2019 : La Sœur de la mariée (Sister of the Bride)
- 2019 : Ensemble à Noël (Check Inn to Christmas)

#### Séries télévisées
- 2000-2001 : Strip Mall (4 épisodes)
- 2005-2007 : Dante's Cove (12 épisodes)
- 2014 : From Here on Out (6 épisodes)
- 2016 : My Sister Is So Gay (6 épisodes)

## Distinctions

### Récompenses
- Festival international du film de WorldFest-Houston 1991 : meilleur film indépendant Guilty as Charged
- Festival international du film de WorldFest-Houston 1994 : meilleur film indépendant Oblivion
- Festival international du film de Provincetown 2002 : meilleur film Elvira et le Château hanté ('Elvira's Haunted)

### Nominations
- Festival international du film de Chicago 1985 : meilleur court métrage Double Negative
- Festival international des webséries de Los Angeles 2016 : meilleur réalisateur pour My Sister Is So Gay